# Lidya Tafesse
Lidya Tafesse (1980. április 30. –) etiópiai nemzetközi labdarúgó-játékvezető.

## Pályafutása

### Nemzetközi játékvezetés
A Etióp labdarúgó-szövetség Játékvezető Bizottsága (JB) terjesztette fel nemzetközi játékvezetőnek, a CAF JB tagja, a Nemzetközi Labdarúgó-szövetség (FIFA) 2005-től tartja nyilván bírói keretében. A FIFA JB központi nyelvei közül a angolt beszéli. Több nemzetek közötti válogatott és klubmérkőzést vezetett, vagy működő társának 4. bíróként illetve alapvonalbíróként segített.

#### Női labdarúgó-világbajnokság

##### 2015-ös női labdarúgó-világbajnokság
A Nemzetközi Labdarúgó-szövetség 2015. márciusában nyilvánosságra hozta annak a 29 játékvezetőnek (22 közreműködő valamint 7 tartalék, illetve 4. bíró) és 44 asszisztensnek a nevét, akik közreműködhetnek Kanadában a 2015-ös női labdarúgó-világbajnokságon.
A kijelölt játékvezetők és asszisztensek 2015. június 26-án Zürichben, majd két héttel a világtorna előtt Vancouverben vesznek rész továbbképzésen, egyben végrehajtják a szokásos elméleti és fizikai Cooper-tesztet. Végérvényesen itt döntenek a mérkőzésvezető és támogató játékvezetők személyéről.

###### Selejtező mérkőzés
Selejtező mérkőzéseket az CAF zónában vezetett.

#### Női afrikai nemzetek kupája
Namíbia rendezte a 11., a 2014-es női afrikai nemzetek kupájalabdarúgó tornát, ahol a CAF JB bíróként foglalkoztatta. A labdarúgó torna egyben a 2015-ös női labdarúgó-világbajnokság selejtezője volt.

##### 2014-es női afrikai nemzetek kupája

###### Afrikai Nemzetek Kupája mérkőzés
| Időpont           | Helyszín                       | Mérkőzés típusa              | Mérkőzés                      | Eredmény |
| ----------------- | ------------------------------ | ---------------------------- | ----------------------------- | -------- |
| 2014. október 15. | Independence Stadion, Windhoek | csoportmérkőzés (B. csoport) | Ghána–Dél-afrikai Köztársaság | 1 – 1    |
| 2014. október 15. | Independence Stadion, Windhoek | egyik elődöntő               | Kamerun–Elefántcsontpart      | 2 – 1    |